# استهلاك مفرط
الاستهلاك المفرط هو حالة تحدث عندما يتجاوز استخدام الموارد قدرة استدامته بالنظام البيئي، فالاستهلاك المفرط على المدى الطويل يؤدي إلى تدهور بيئي بالنهاية وفقدان لأسس الموارد. بشكل عام يعتبر الاستهلاك المفرط موازياً لمشكلة الاكتظاظ السكاني؛ فكلما زاد عدد السكان زاد استهلاك المواد الخام التي تبقيهم على قيد الحياة. في الوقت الراهن، تستهلك الدول الأكثر تقدما في العالم الموارد معدل يقارب32 مرة أكثر من الدول النامية والذين يشكلون أغلبية السكان (7.4 بليون نسمة).
تعكس النظرية للاكتظاظ السكاني قضايا سعة الحمل بدون مراعاة الاستهلاك الفردي والذي تقدّر فيه الدول النامية بأنها أكثر استهلاكا نسبةً للدعم الذي تقدمه اراضيهم، وغالباً ما يتعارض أحزاب الخضر والحركة البيئية حول أن استهلاك الفرد أو الأثر البيئي يكون عادة عند الفقراء أقل من الدول الغنية.

## الأسباب
إن الأسباب المؤدية لهذه الظاهرة متعلقة بفهم آثارها. هناك مجموعة من السلع والخدمات التي يستنفدها سكان العالم باستمرار، فتلك الكمية من الأغذية والمشروبات والملابس والأحذية والمساكن والطاقة والتقنية ووسائل النقل والتعليم والصحة والعناية الشخصية والخدمات المالية وغيرها من المرافق كل واحد منها يتطلّب مورد مختلف ما إن استُخدم ذلك المورد لمكان معين فإنه يؤدي إلى الإستهلاك المفرط، وبما أن البلدان النامية تنمو بسرعة إلى طبقة المستهلكين فإنه من المهم ملاحظة الصيحات السائدة في هذه الدول ووفقا لما ذكره البنك الدولي فإن أعلى حصص الإستهلاك تكمن في الأغذية والمشروبات والملابس والأحذية وينطبق ذلك بغض النظر عن قطاع الدخل.
هناك عاملان رئيسيان لسبب إفراطنا بالشراء ويعود ذلك غالبا إلى التقادم المخطط والمتصوّر وقد بدأ عامل الإنتاج هذا بالولايات المتحدة الأمريكية حول تصميم المنتجات ومع هذه الأساليب فإن المنتجات مصمّمة عمداً للتخلص منها بعد فترة قصيرة من الزمن، واعتبارا من عام 2012 فإن 1% فقط من السلع التي يتم شراؤها تستخدم بعد ستة أشهر وذلك يعود إلى التقادم المخطط والمتصوّر، بالنسبة إلى التقادم المخطط فإن المصممين يصنعون منتجات لاتعمل بعد مدة معينة من الزمن ولكنهم يعملون بجهد لضمان عودة العملاء للشراء مرة أخرى.
أما بالنسبة إلى التقادم المتصوّر يحدث كثيرا بالموضة والصيحات الدارجة والتي يتم دعمه من خلال الإعلان واستهلاك وسائل الإعلام، ومن خلال هذه التقنية يقتنع المستهلكون بأن منتجات معينة لاتملك قيمة بعد الآن لأنها قديمة الطراز، ولكي تملك القيمة فإن المستهلكون يجب عليهم شراء أحدث الطرازات وهنا وجدت سرعة تقدم الموضة، تعد الولايات المتحدة الأمريكية واليابان وألمانيا والصين وفرنسا الأسواق الإستهلاكية الخمس الأعلى في العالم في عام 2015 .

## الآثار
إن الآثار الأساسية الناتجة عن الاستهلاك المفرط هو انخفاض سعة الحمل الكوكب الأرضي، ومن شأن الاستهلاك الزائد غير المحتمل أن يتجاوز قدرة بيئته الاستيعابية طويلة المدى (الاستنزاف البيئيّ) ويفوق النفاد اللاحق بالموارد والتدهور البيئي وانخفاض الصحة البيئية وقد مكّن مستوى الاستهلاك المفرط للحياة الحديثة الطبقية وحب المال والسمنة من الظهور، ومرة أخرى مع تلك الإدعاءات المثيرة للجدل فهي ترتبط بعوامل أخرى أكثر من كونها متعلقة بالاستهلاك المفرط.

## النمو الاقتصادي
ذكر معهد الرصد العالمي أن الصين والهند مع اقتصادهما المزدهر أيضا بجانب الولايات المتحدة الأمريكية هم القوى المهيمنة على العالم والتي تشكّل الغلاف الحيوي الكلي، ووفقا لماذكره تقرير عام 2005 أن النمو الاقتصادي المرتفع ينجم عنه واقع التلوث الشديد، ويذكر التقرير أن الطاقة الإيكولوجية العالمية ببساطة غير كافية لإرضاء طموحات الصين والهند واليابان وأوروبا والولايات المتحدة فضلا عن تطلعات بقية دول العالم بطريقة مستمرة.

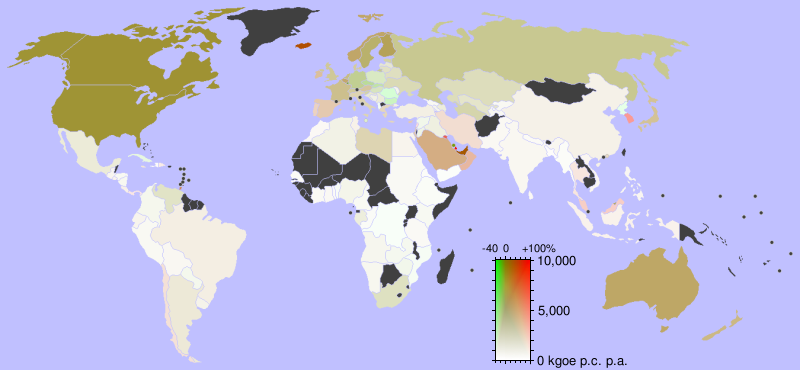
خريطة العالم موضحاً فيها معدل استهلاك الطاقة للفرد في عام 2001

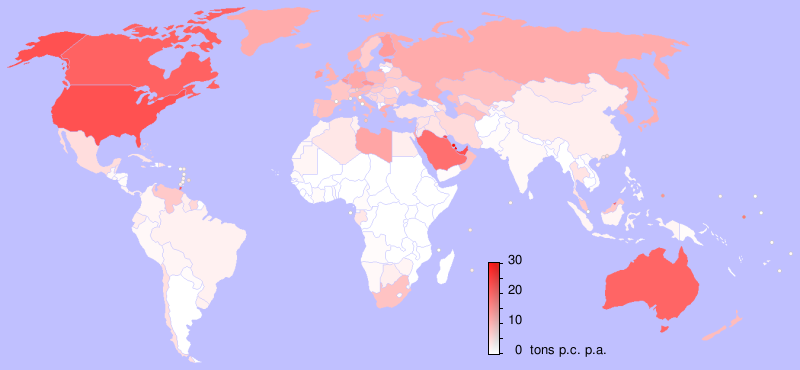
خريطة العالم موضحا فيها معدل انبعاث غاز ثاني أكسيد الكربون لكل فرد وعام ومدينة قبل عام 2006

## البصمة البيئية
إن فكرة الإستهلاك المفرط «الإسراف» مرتبطة بشكل قوي بفكرة "البصمة البيئية"، ويشير هذا المصطلح إلى نطاق حساب الموارد لقياس حاجة البشر على الغلاف الحيوي، وفي الوقت الحالي انخفضت الصين بحوالي 11 مرة لبصمة كل فرد، وعلى الرغم من ذلك فإن عدد سكانها يبلغ أضعاف حجم الولايات المتحدة بأكثر من أربع مرات.
وتشير التقديرات إلى أن معدل الإستهلاك العالمي سيتضاعف إذا ارتفع مستوى الصين إلى مستوى الولايات المتحدة الأمريكية، ووفقا للمجلة العلمية الأمريكية فإن استخدام المواطن الصيني للموارد أقل بما يقارب 53 مرة من المتوسط الأمريكي.

## التصدي للمشكلة
يعتبر الحل البديهي لقضية الإستهلاك المفرط هو ببساطة إبطاء معدل نضوب المواد، وبالطبع فإن الإستهلاك الأقل يؤثر سلبا على الاقتصاد فبدلا عن ذلك يجب على البلدان أن تسعى للحد من معدلات الإستهلاك مع السماح للصناعات الجديدة كالطاقة المتجددة وتقنيات إعادة التدوير أن تزدهر وتحوّل العبء الاقتصادي، وقد يكون من الضروري إحداث تحول أساسي في الاقتصاد العالمي من أجل مراعاة التغيير الراهن الجاري أو الذي سيتعين القيام به، وتشمل النشاطات وخيارات نمط الحياة المتعلقة بإيقاف الإستهلاك المفرط: مكافحة النزعة الإستهلاكية وأسلوب الفريغانيزم واقتصاد الأخضر والاقتصاد البيئي وحركة تراجع النمو والتوفير ونمط الحياة البسيطة وحركة التقليلية والإدخار.